# Internationale Automobil-Ausstellung

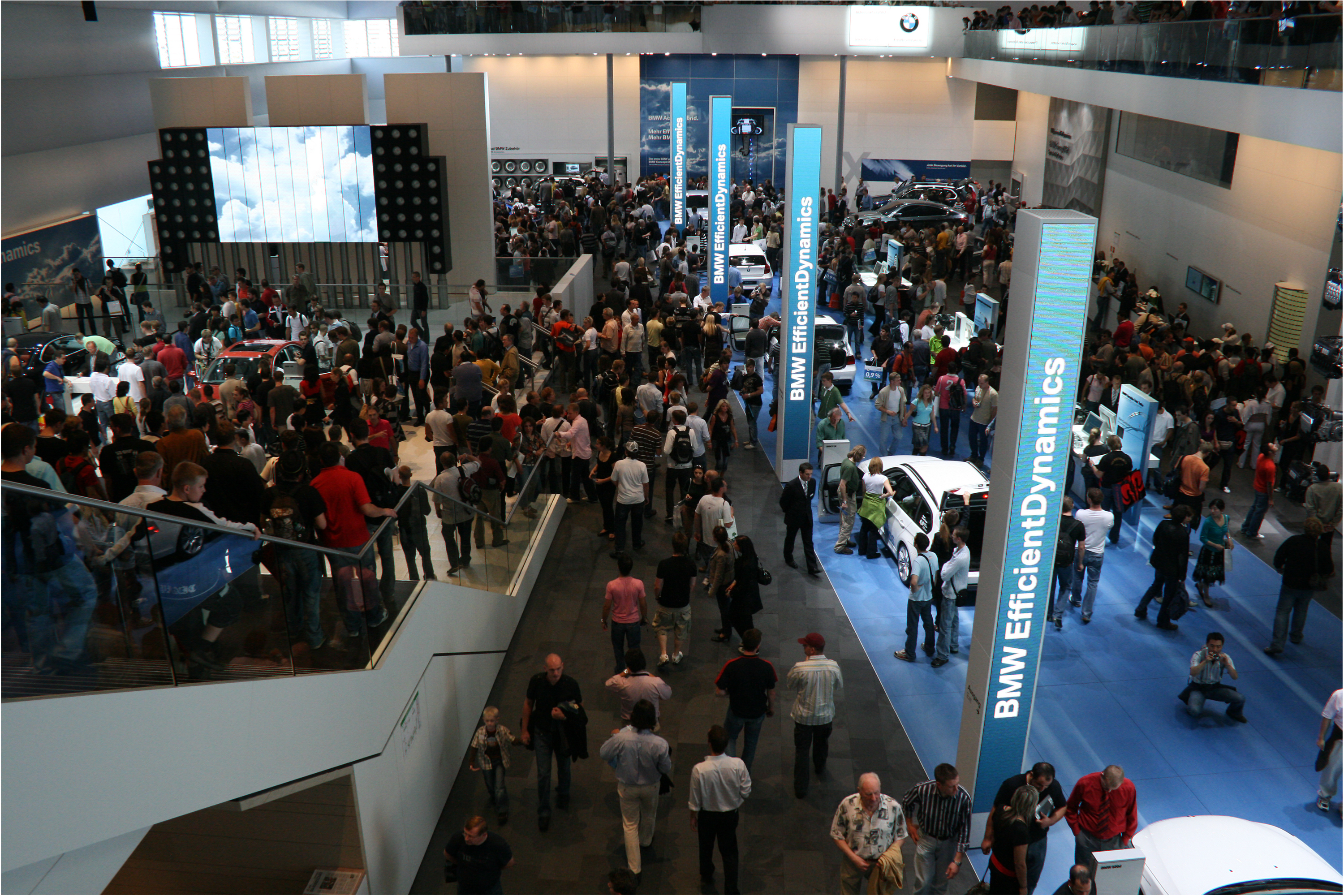
Salon IAA, wrzesień 2007

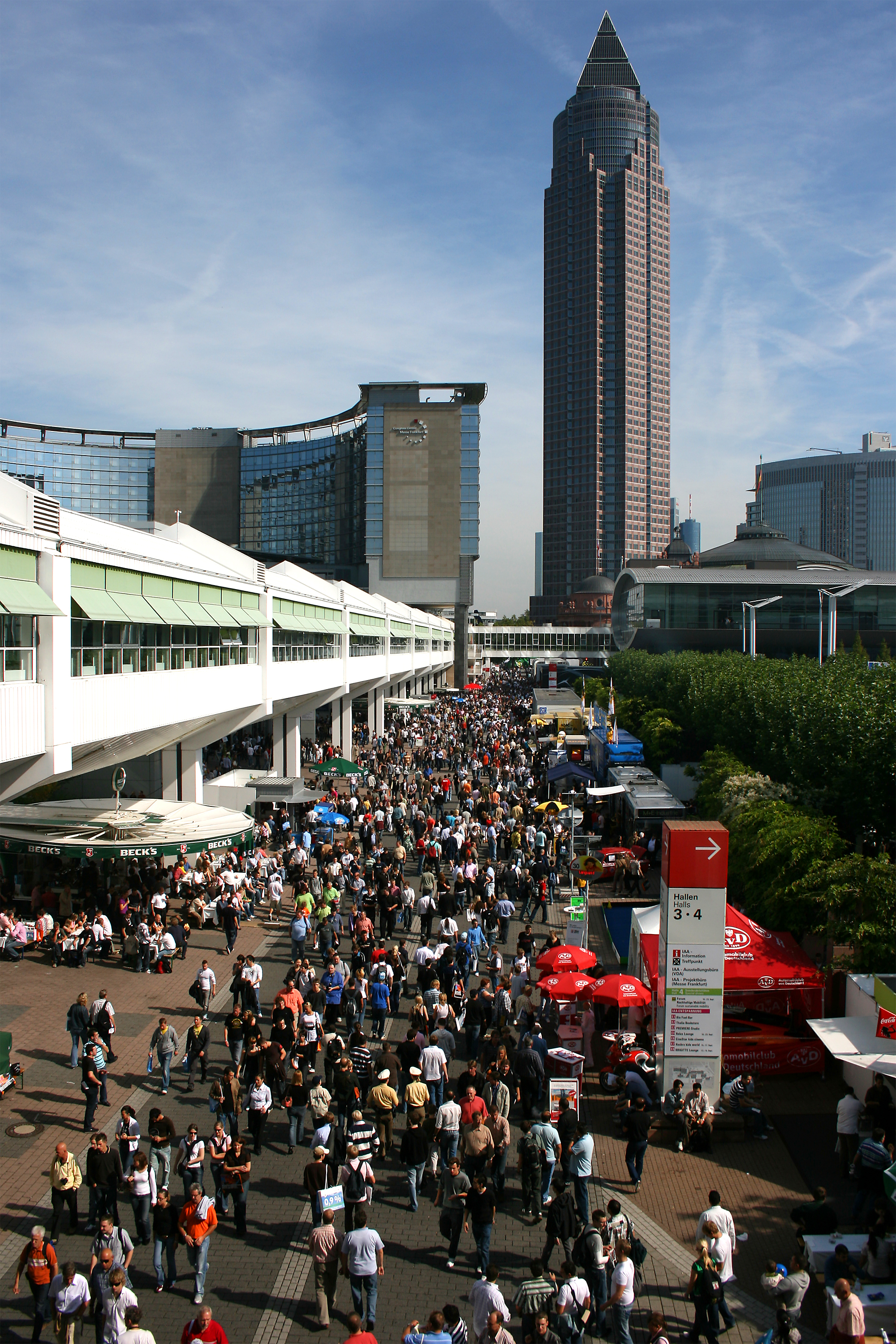
IAA i Messeturm, wrzesień 2007

Internationale Automobil-Ausstellung (w skrócie IAA, lub Frankfurt Motor Show) – wystawa motoryzacyjna odbywająca się co dwa lata na przemian z Paris Motor Show we wrześniu we Frankfurcie nad Menem. Organizatorem wystawy jest Organisation Internationale des Constructeurs d'Automobiles.
Pierwszy raz wystawa IAA odbyła się w 1897 r. Od 1991 roku następuje podział ze względu na to iż, tereny wystawowe we Frankfurcie są za małe, by pomieścić wszystkich wystawców. W latach nieparzystych odbywa się wystawa samochodów osobowych we Frankfurcie, zaś w latach parzystych aut dostawczych i autobusów w Hanowerze. Jest to jedna z najbardziej wyczekiwanych i najobfitszych w premiery tego typu impreza w Europie.
W 2007 roku liczba osób odwiedzających teren wydarzenia przekroczyła milion. Dziesięć lat później widzów było 800 tysięcy.